# Shin-Shimizu-Tunnel
Der Shin-Shimizu-Tunnel (jap. 新清水トンネル Shin-Shimizu tonneru) ist ein Eisenbahntunnel auf der japanischen Insel Honshū. Er ist 13,490 km lang und verbindet Minakami in der Präfektur Gunma mit Yuzawa in der Präfektur Niigata, wobei er das Mikuni-Gebirge durchquert. Der eingleisige Tunnel verläuft unter dem Berg Tanigawa-dake hindurch. Befahren wird er von nordwärts verkehrenden Zügen auf der Jōetsu-Linie. Südwärts verkehrende Züge nutzen den Shimizu-Tunnel, Hochgeschwindigkeitszüge den Dai-Shimizu-Tunnel.
In der Mitte des Tunnels befindet sich ein Bahnsteig des Bahnhofs Doai, der über 486 Treppenstufen mit dem oberirdischen Empfangsgebäude verbunden ist. Der Shin-Shimizu-Tunnel ist der längste eingleisige Eisenbahntunnel des Landes, ebenso ist er der längste Tunnel auf dem konventionellen kapspurigen Streckennetz von JR East.

## Geschichte
Die Jōetsu-Linie, die Takasaki mit Nagaoka verbindet, war 1931 zur Entlastung der Shin’etsu-Hauptlinie eröffnet worden und von Anfang an elektrifiziert. Der kurvenreiche, eingleisige Gebirgsbahnabschnitt von Minakami nach Echigo-Yuzawa führte dabei durch zwei Kehrtunnel und den 9,702 km langen Shimizu-Tunnel. Die neue Strecke ermöglichte gegenüber der Shin’etsu-Hauptlinie eine um vier Stunden kürzere Fahrtzeit zwischen Tokio und Niigata.
Das Wirtschaftswachstum der Nachkriegszeit führte zu einem Anstieg des Verkehrsaufkommens, weshalb die Japanische Staatsbahn die Jōetsu-Linie ab 1961 etappenweise zweigleisig ausbaute. Anstatt das zweite Gleis exakt parallel zu verlegen, entschloss man sich dazu, die Kehrtunnel zu umgehen und die Trasse tiefer zu verlegen. Die Arbeiten gestalteten sich aufgrund eines Felsabbruchs schwierig, und beim Aushub in der Nähe der Station Yubiso stieß man auf eine heiße Quelle. Dies hatte zur Folge, dass sich der Wasserdruck in der Quelle verringerte und Beschwerden aus den umliegenden Thermalgebieten eingingen, so dass die Quelle mit Beton abgedichtet werden musste. Trotz der Schwierigkeiten konnten die Arbeiten nach vier Jahren (in etwa der Hälfte der Bauzeit des Shimizu-Tunnels) abgeschlossen werden, was auf den technischen Fortschritt zurückzuführen war. Die Eröffnung des Tunnels erfolgte am 28. September 1967.